# Целофізис
Целофізис, також целофіз (лат. Coelophysis) — рід невеликих хижих динозаврів підряду тероподів, що жили наприкінці тріасового періоду (близько 215—208,5 мільйонів років тому) у часи норію на території південного сходу США. Типовий вид — Coelophysis bauri. Целофіз є одним з найбагатіших на зразки родів динозаврів.

## Опис

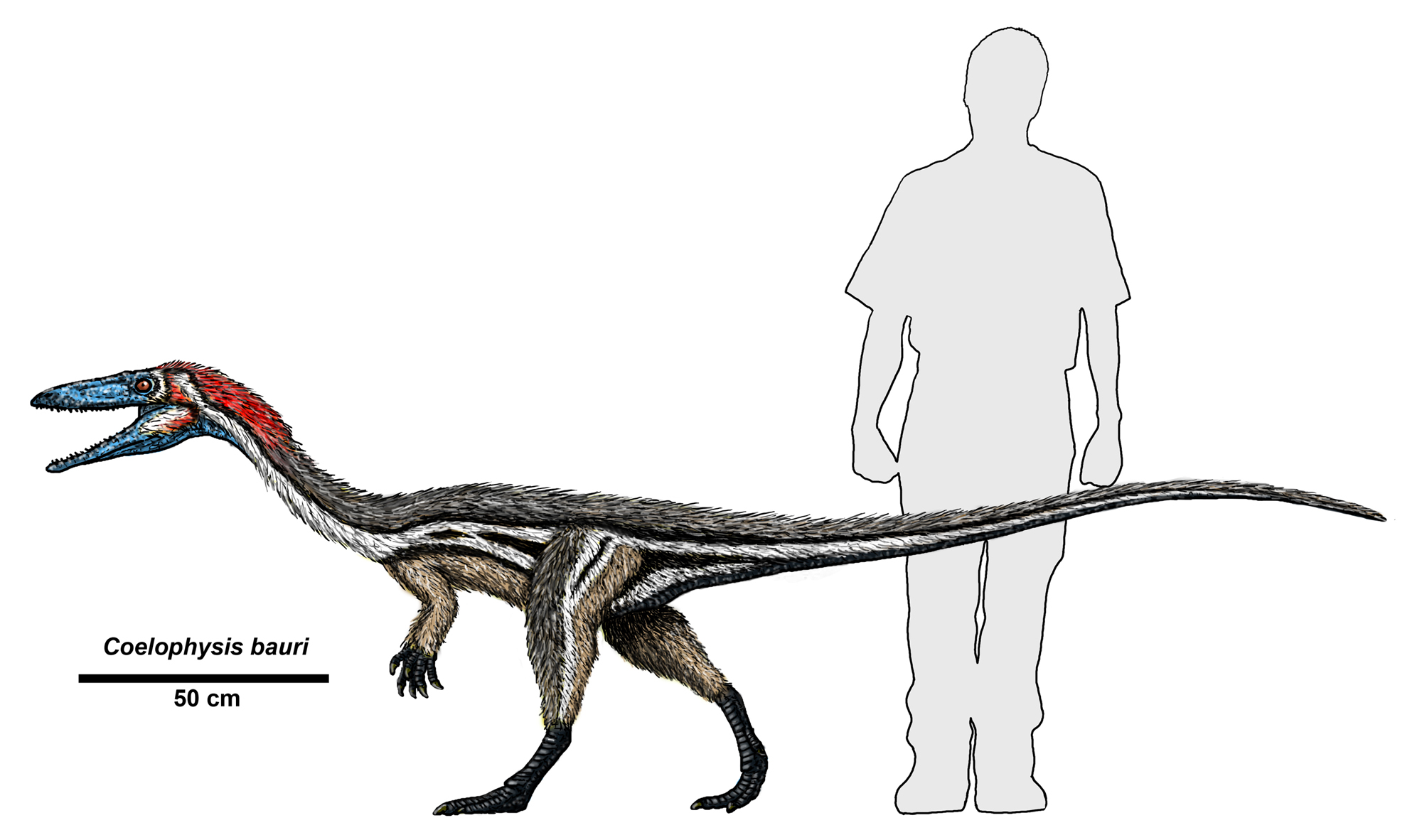
Розмір C. bauri у порівнянні з людиною

Розміри целофіза досягали від двох до трьох метрів завдовжки, півтора метра заввишки. Важив 15—30 кг. Свою назву целофізис отримав від Едварда Копа в 1889 році. Вона означає «порожні форми» з посиланням на його порожнисті кістки.
Coelophysis мав дуже витончене тіло, що ймовірно свідчить про його здатність добре бігати. Попри те, що він є раннім динозавром, будова його тіла вже суттєво відрізнялося від таких як Herrerasaurus і Eoraptor. Тулуб Coelophysis відповідає формам тероподів, але грудний пояс показує деякі цікаві особливості: у Coelophysis bauri була так звана вилочка (furcula), найраніший відомий приклад у динозаврів. Coelophysis також мав чотири пальці на передніх кінцівках.

## Палеобіологія

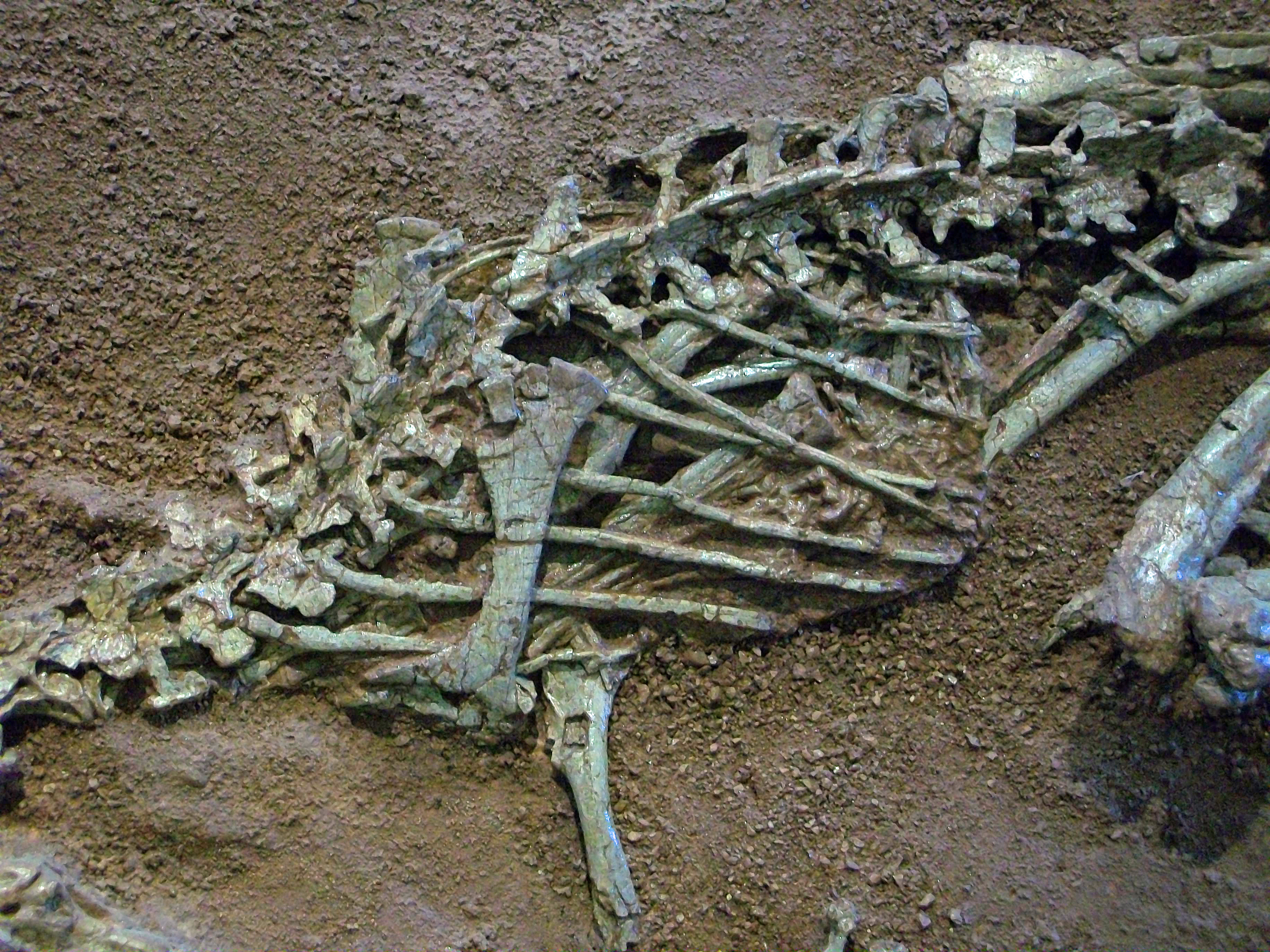
Кістки в скелеті C. bauri в Американському музеї природознавства, що тепер ідентифікуються як кістки крокодиломорфа

### Дієта
Зуби целофіза були типовими для хижих динозаврів: лезоподібні, вигнуті назад, гострі, зазубрені, з дрібними зазублинами як на передньому, так і на задньому краях. Його зубний ряд свідчить про те, що він був м'ясоїдним і, ймовірно, полював на дрібних ящероподібних, які були винайдені у формації разом з ним. Можливо, він також полював зграями, щоб переслідувати більшу здобич. Coelophysis bauri мав приблизно 26 зубів на верхній щелепі та 27 зубів на нижній. Кеннет Карпентер (2002) досліджував біомеханіку рук тероподів і спробував оцінити їхню корисність для хижацтва. Він дійшов висновку, що кінцівка Coelophysis була гнучкою і мала хороший діапазон рухів, але її кісткова структура вказувала на те, що вона була порівняно слабкою. «Слабкі» руки та дрібні зуби цього роду вказували на те, що целофіз полював на здобич значно меншу за нього самого. Райнхарт та ін. погодилися, що целофізис був «мисливцем на дрібну та прудку здобич». Карпентер також виділив три різні моделі використання рук тероподів і зазначив, що Coelophysis був «комбінованим хапальником-затискачем», на відміну від інших динозаврів, які були «затискачами» або «довгорукими хапальниками».
До початку 2000-х років висловлювалася думка, що целофіз був канібалом, яка спиралася на те, що в Ghost Ranch було знайдено ймовірні кістяки дитинчат целофізиса в шлунках деяких дорослих особин. З усім тим, Боб Ґей у 2002 році висказав припущення, що ці зразки були невірно визначені (кілька екземплярів «дитинчат целофіза» насправді були невеликими круротарзовими рептиліями, такими як Hesperosuchus), і що більше немає будь-яких доказів на підтримку канібалізму у целофіза. Дослідження Боба Ґея було підкріплено у 2006 році дослідженнями Несбітта та його колег.

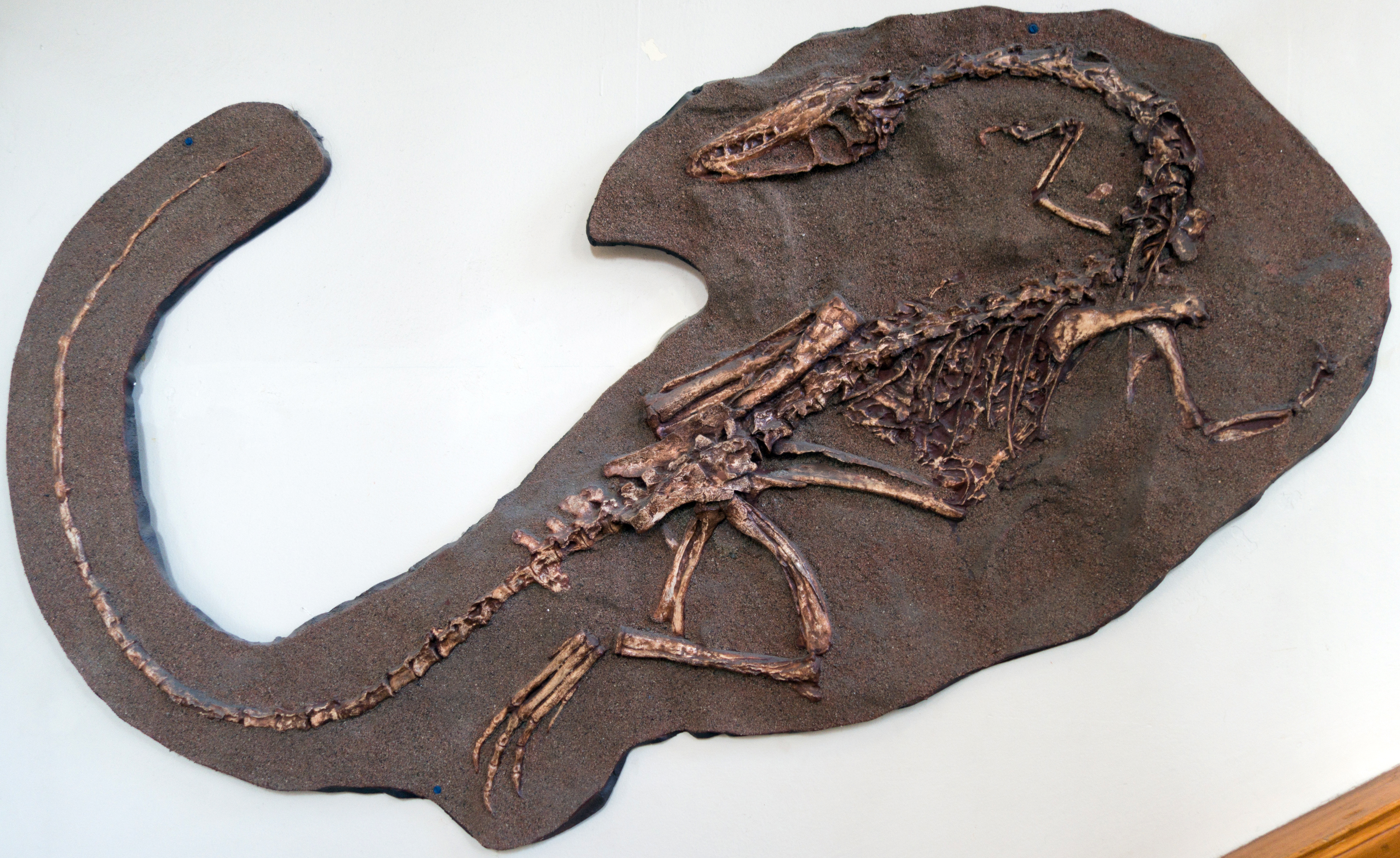
Зліпок зразка-неотипу AMNH FR 7224, Музей Редпат

У 2009 р. з'явилися нові докази канібалізму, коли додаткова підготовка раніше розкопаної скам'янілості виявила матеріал погадки в ротовій порожнині зразка Coelophysis NMMNH P-44551 та навколо неї. Цей матеріал включав фрагменти зубів і щелепних кісток, які Райнхарт та ін. розцінили «морфологічно ідентичними» ювенільному целофізу. Наступного року Ґей дослідив кістки, знайдені у грудній порожнині AMNH 7224 (на фото), і підрахував, що загальний об'єм цих кісток у 17 разів перевищував максимальний передбачуваний об'єм шлунка зразка целофіза. Ґей зауважив, що загальний об'єм був би ще більшим, якщо врахувати, що на цих кістках була б плоть. Цей аналіз також відзначив відсутність слідів зубів на кістках, як можна було б очікувати при відділенні плоті від кісток, і відсутність очікуваного лущення під дією шлункових кислот. Нарешті, Ґей продемонстрував, що ймовірно з'їдені кістки молодняка насправді були відкладені стратиграфічно нижче більшої тварини, яка, нібито, з'їла їх. У сукупності ці дані дозволяють припустити, що зразок целофізиса AMNH 7224 не є доказом канібалістичної поведінки виду і що кістки молодих і дорослих особин були віднайдені у даному положенні в результаті «випадкового накладання особин різного розміру».

## Класифікація
Нині немає будь-яких сумнівів у тому, що цей динозавр належить до тероподів. Однак подальше таксономічне положення целофіза є досить суперечливим. Інколи його ставлять в інфраряд Ceratosauria, інколи відносять до базальних (Neo) Theropoda.